# Hüseyin Altin

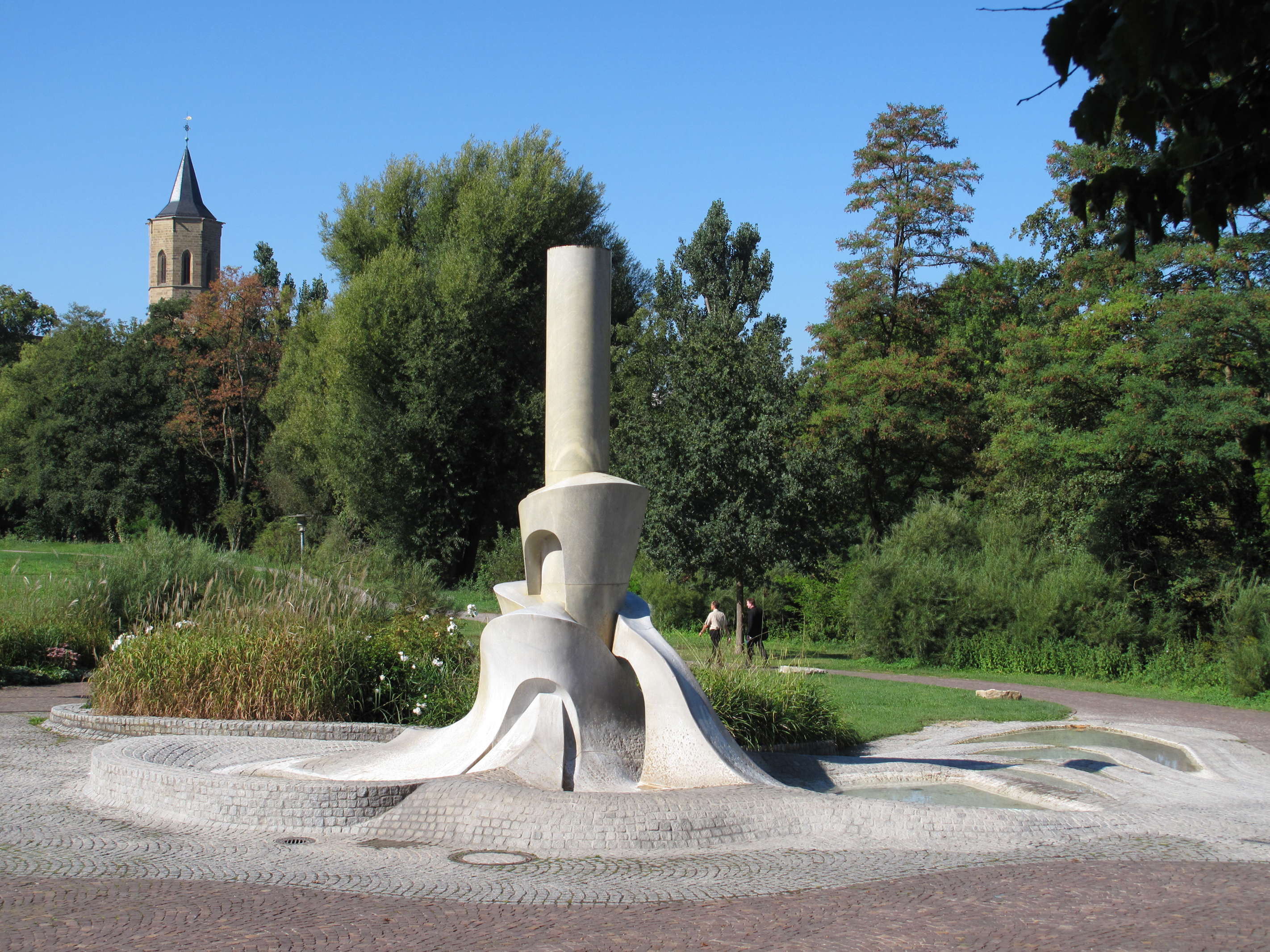
Brunnen, 1985, Waiblingen

Hüseyin Altin (* 10. August 1944 in Denizli in der Türkei) ist ein deutscher Bildhauer und Kunstpädagoge.

## Biografie
Von 1967 bis 1973 studierte Hüseyin Altin an der Staatlichen Akademie der Bildenden Künste Stuttgart. 1978 erhielt er die deutsche Staatsbürgerschaft.
1979 und 1981 erhielt Altin Stipendien der Kunststiftung Baden-Württemberg und war von 1981 bis 1982 als Stipendiat des Landes Baden-Württemberg an der Cité Internationale des Arts in Paris.
1985 nahm Hüseyin Altin an einem Bildhauersymposium in Heilbronn teil, 1987 in Schorndorf, 1988 am Bildhauersymposium in Ettlingen, neben u. a. Werner Pokorny, Klaus Simon und Timm Ulrichs.
1997 erhielt er den Erich-Heckel-Preis des Künstlerbund Baden-Württemberg. Von 1975 bis 2000 unterrichtete er als Kunstpädagoge am Staufer-Gymnasium in Waiblingen, von 2000 bis 2007 am Max-Planck-Gymnasium in Schorndorf.
Hüseyin Altin ist Mitglied im Künstlerbund Baden-Württemberg. Er lebt und arbeitet in Urbach bei Schorndorf.

## Werke (Auswahl)
- Brunnen (1985),[1] beim Bürgerzentrum in Waiblingen
- ohne Titel (1986),[2] Sporthalle Bebelstraße in Stuttgart
- Fortschnittschritt (1987), Skulpturen-Rundgang Schorndorf,[3] Oberer Marktplatz, weiteres Bild
- Intra Muros II (1988), Rohrer Park in Stuttgart-Rohr
- Intra Muros (1991), Mayennerstraße in Waiblingen
- Brunnen (Denkmal Widerstand gegen den Nationalsozialismus) (1995), Eugen-Bolz-Platz in Rottenburg am Neckar – (abgebaut 2005)
- Ohne Titel (1996), KUNSTdünger Rottweil in Rottweil-Hausen
- Brunnen, Markt in Gärtringen
- Intra Muros (2002), Kliniken Bunsenstraße in Böblingen

## Fotos (Auswahl)

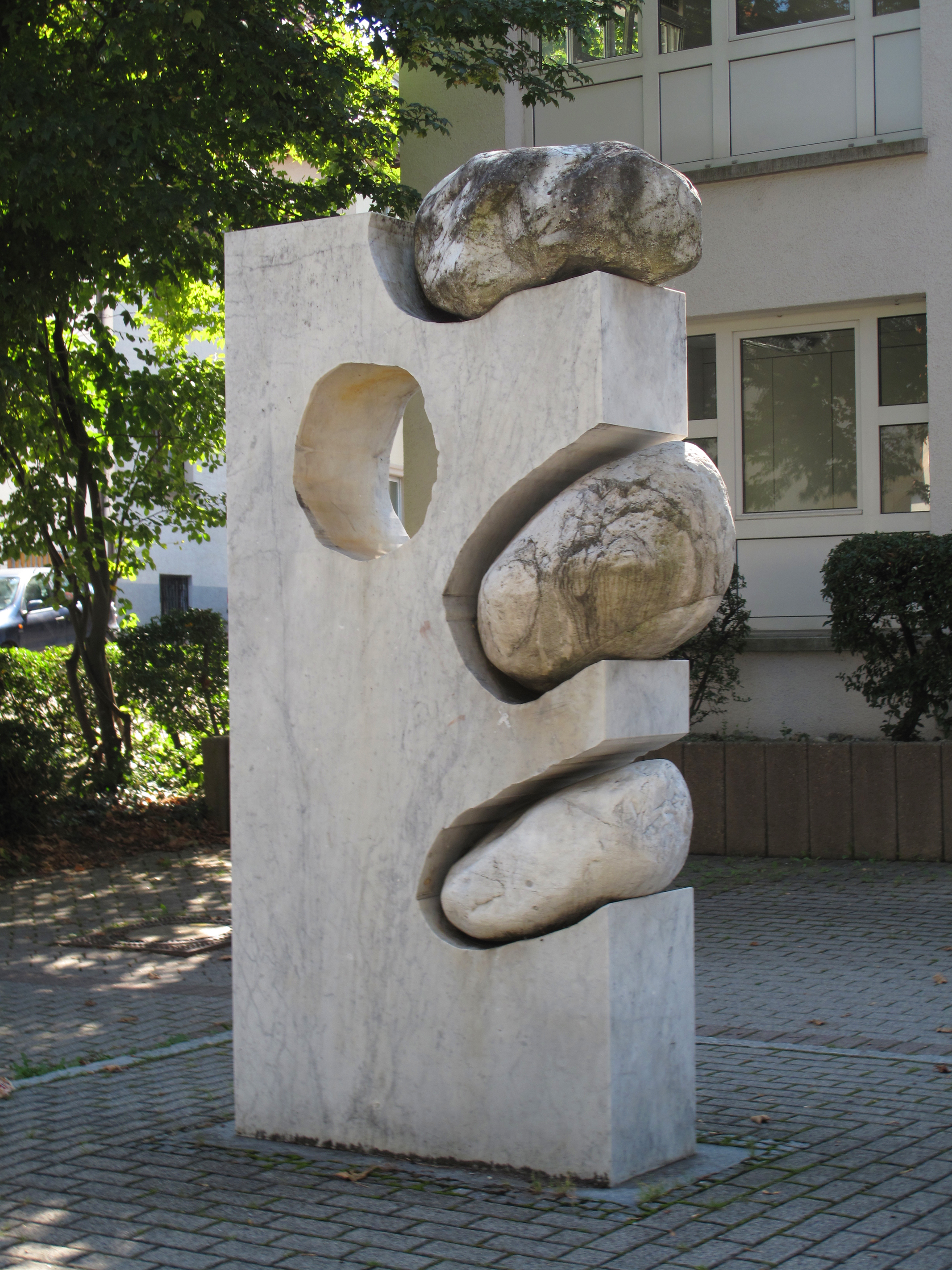
Intra Muros, Waiblingen
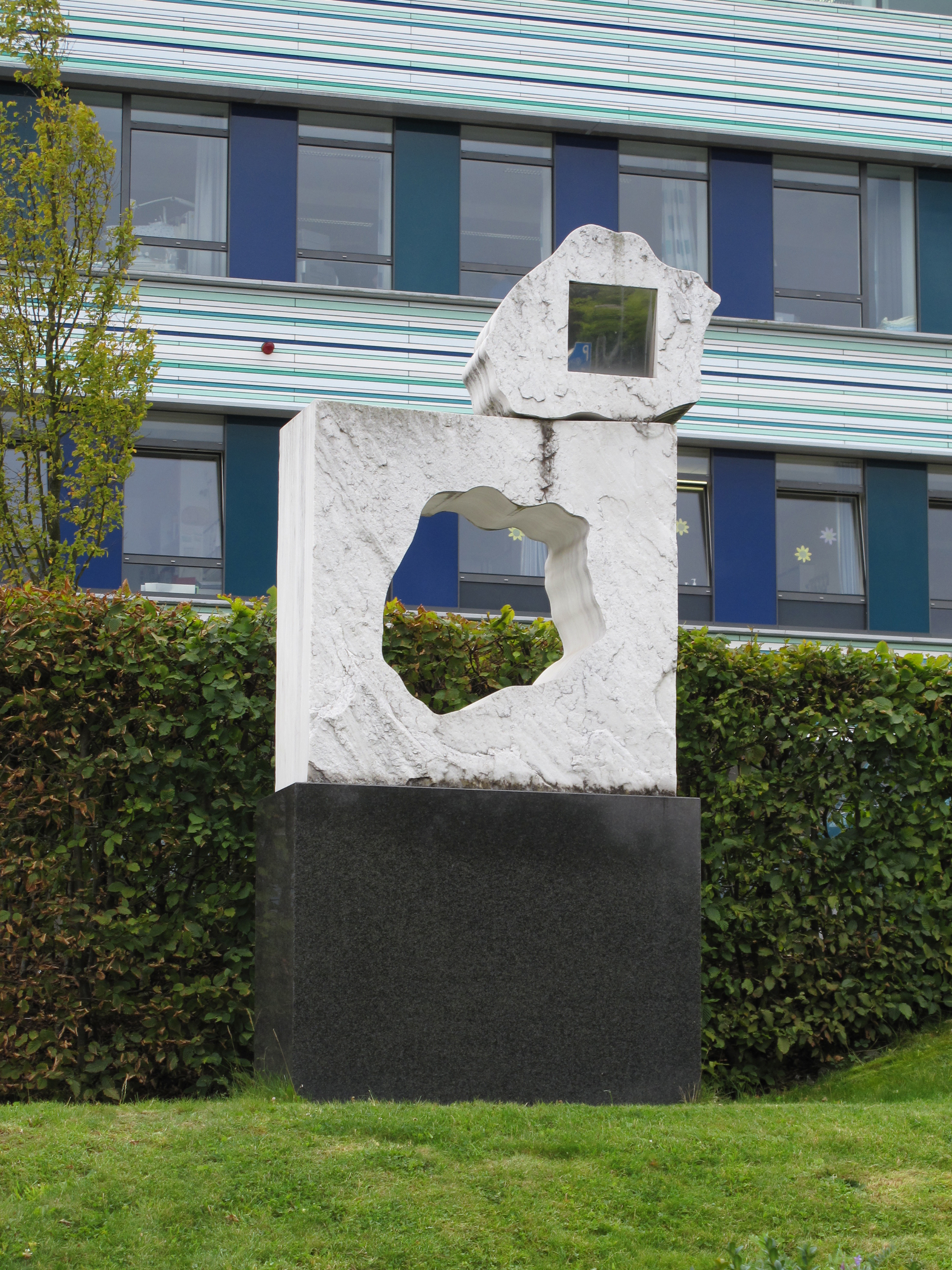
Intra Muros, Böblingen
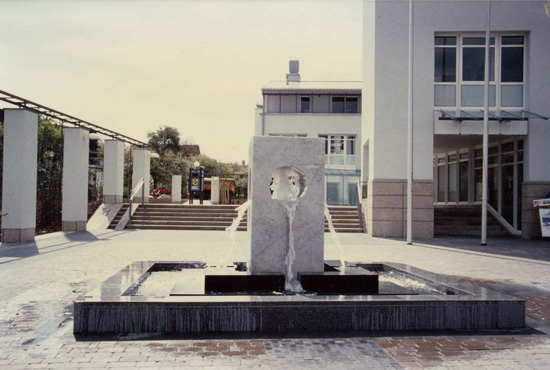
Wettb. 1. Preis, Kernen i. R.
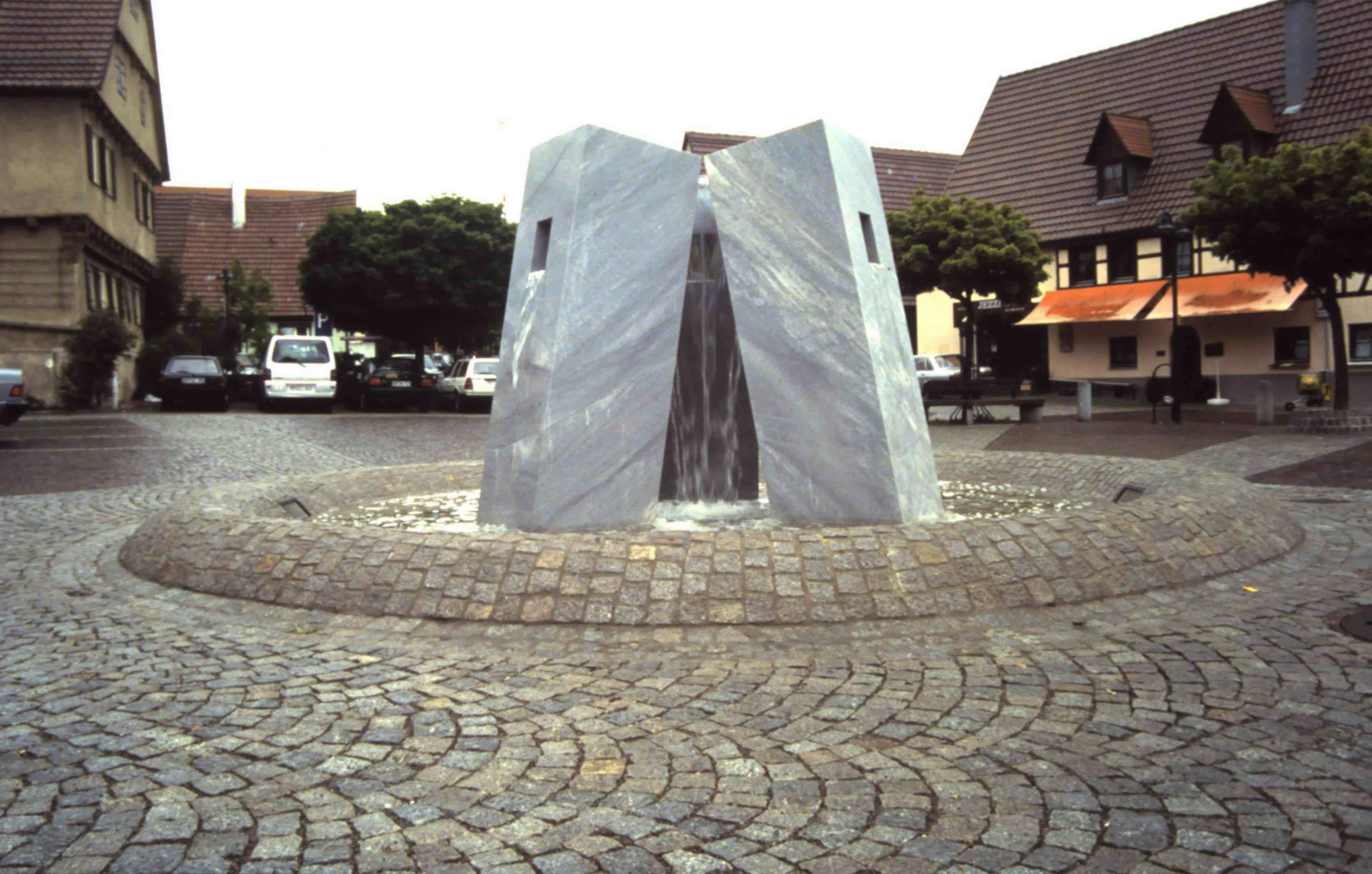
Wettb. 1. Preis, Platzgestaltung, Gärtringen
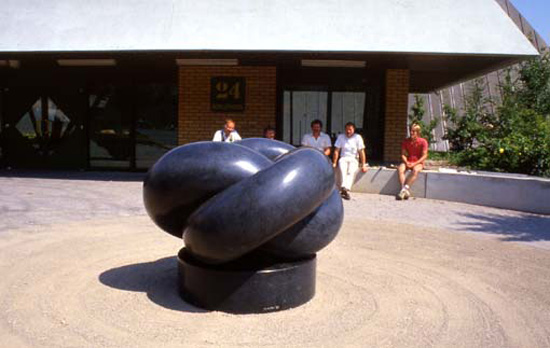
ohne Titel, Stuttgart-West